# Casa de La Boétie
La casa de La Boétie se encuentra en Francia en Sarlat-la-Canéda, en el departamento de Dordoña, en la región de Nueva Aquitania. Fue construida por Antoine de La Boétie, o La Boytie, teniente criminal de la sénéchaussée de Sarlat, entre 1520 y 1525. Étienne de La Boétie, amigo de Michel de Montaigne, nació allí el 1 de noviembre de 1530. La casa fue restaurada en 1910, tras su clasificación en 1889.